# Rangkiling Simpang
Rangkiling Simpang is een bestuurslaag in het regentschap Sarolangun van de provincie Jambi, Indonesië. Rangkiling Simpang telt 1807 inwoners (volkstelling 2010).